# Бендикс, Макс
Макс Бендикс (англ. Max Bendix; 28 марта 1866, Детройт — 6 декабря 1945, Чикаго) — американский скрипач и дирижёр. Дядя Уильяма Бендикса.
Родился в еврейской семье, эмигрировашей из Германии; по материнской линии состоял в родстве с Феликсом Мендельсоном. Выступал с концертами с восьмилетнего возраста. В 1878 г. дебютировал с оркестром Теодора Томаса на Майском фестивале в Цинциннати, в 1880 г. окончил с золотой медалью консерваторию Цинциннати (ученик Симона Якобсона) и занял пост концертмейстера в Оркестре Цинциннати. В 1883—1884 гг. работал в Филадельфии как концертмейстер оперы Макколла и оркестра «Германия», в 1885—1886 гг. первая скрипка в оркестре Метрополитен-оперы и концертмейстер оркестра «Арион» под руководством Франка ван дер Стукена. Во второй половине 1880-х гг. совершенствовал своё мастерство в Европе.
Вернувшись в США, по приглашению Теодора Томаса в 1891 г. стал первым концертмейстером в истории новосозданного Чикагского симфонического оркестра и оставался за пультом до 1896 г. Одновременно в 1893 г. был концертмейстером в оркестре Всемирной выставки в Чикаго, также под руководством Томаса, а после отставки Томаса, последовавшей после ряда неудачных концертов, сам встал за дирижёрский пульт. В 1897—1898 гг. гастролировал по США в составе группы известных исполнителей, включавшей Эжена Изаи, Анри Марто, Жана Жерарди и Эме Лашома. В 1899 г. основал струнный квартет с участием Юджина Богнера, Оттокара Новачека (альт) и Лео Шульца (виолончель).
В сезоне 1904—1905 гг. концертмейстер в Метрополитен-опера (во главе с ван дер Стукеном), затем некоторое время работал там же как дирижёр (преимущественно с операми Рихарда Вагнера). В 1907—1909 гг. концертмейстер и дирижёр Манхэттенской оперы под руководством Клеофонте Кампанини. Затем работал преимущественно как дирижёр с различными компаниями и коллективами в Нью-Йорке, Чикаго, Сан-Франциско, Сент-Луисе и Лондоне, в том числе возглавлял оркестры Всемирных выставок 1904 года в Сент-Луисе и 1933 года в Чикаго.
Автор скрипичного концерта, ряда танцевальных пьес. В разное время Бендикс занимался также преподавательской работой. Частным образом у него учились Фредерик Фрадкин, Уолтер Логан и Артур Джадсон.